# Dictyna dahurica
Dictyna dahurica là một loài nhện trong họ Dictynidae.
Loài này thuộc chi Dictyna. Dictyna dahurica được miêu tả năm 2000 bởi Danilov.